# Dolmen de Verdoline
Le dolmen de Verdoline est un dolmen situé à Saint-Vallier-de-Thiey, dans le département des Alpes-Maritimes en France.

## Description
Le dolmen est situé sur un replat sommital. Il est inclus dans un tumulus de 10 m de diamètre. La chambre mesure 2 m de longueur sur 1,60 m de largeur. Elle est délimitée par une dalle de chevet, quatre orthostates et des murets en pierres sèches. La chambre est précédée d'un couloir de 1,60 m de longueur sur 1,10 m de largeur. Une table de couverture gît à proximité.
Le mobilier funéraire recueilli sur le site se compose d'éléments de parure (perles olivaires et discoïde, pendeloque perforée, défense de sanglier) et de tessons de poteries décorées. L'ensemble a été daté du Néolithique final (Culture campaniforme).